# 新・二人の事件簿 暁に駆ける
『新･二人の事件簿 暁に駆ける』（しんふたりのじけんぼあかつきにかける）は、1976年7月27日から1977年4月12日にかけて放映されたドラマ。

## 概要
本作は「TOKYO DETECTIVE 二人の事件簿」の続編にあたる。
2人のライバル刑事の成長ドラマという点は前作から引き継がれているものの、当時のANN系列フルネット8社の全面的な共同制作により、スイス（第1話）、香港（第23話）、タイ（第24話）などの海外ロケや、下呂温泉（第32話）などの地方ロケをコンスタントに行うなどスケールがアップされた。
またゲスト出演者もベテラン俳優が多く登場し、第22話『(秘)（まるひ）を燃やせ!』では白木万理が藤田まことの妻役、菅井きんが義母役と『必殺シリーズ』のようなキャストで出演、第32話『したたかな闘い』では横井庄一がゲスト出演するなど、バラエティあふれた作風となった。

## キャスト
- 宮坂伸彦：篠田三郎
- 真樹一夫：高岡健二
- 小田切哲：高橋悦史
- 藤山美矢子：土田早苗
- 陳美鈴：アグネス・チャン
- 早川係長：植木等
- 風間署長：竹脇無我
- 秋山参事官：芦田伸介
- 君島志津子：園佳也子
- 白井刑事：近石真介
- 鬼塚薫刑事：毒蝮三太夫
- 丹羽刑事：大石悟郎
- 美杉玲子婦警：牧美智子
- 篠原潤：森大河
- 君島克己：吉田友紀
- 岸田正子：山岸映子
- 鈴村佐知子：三橋久実

## スタッフ
- プロデューサー：春日千春、八田栄一、松本明(ABC)
- 音楽：菊池俊輔
- 主題歌：「暁に駆ける」作詞:千家和也、作曲:菊池俊輔、編曲:高田弘、唄:牧美智子
- 挿入歌：「急げ青春」作詞:石原信一、作曲:山中宣正、唄:詩仙堂
- 撮影：森隆吉
- 録音：星正輝、アオイスタジオ
- プロデューサー補：中間正成
- 制作：大映テレビ、朝日放送、NET（最終回のみテレビ朝日）、名古屋テレビ、北海道テレビ、東日本放送[2]、広島ホームテレビ、瀬戸内海放送、九州朝日放送

## 放映リスト
| 話数 | 朝日放送 での 放送日 | サブタイトル            | 脚本               | 監督     | ゲスト                                                  |
| ---- | -------------------- | ----------------------- | ------------------ | -------- | ------------------------------------------------------- |
| 1    | 1976年 7月27日       | 野獣・海を渡る          | 長野洋             | 富本壮吉 | 江藤潤、シェリー、郷鍈治                                |
| 2    | 8月3日               | 香港から来た女          | 長野洋             | 田中重雄 | 中丸忠雄、夏純子                                        |
| 3    | 8月10日              | けんか友達              | 長野洋             | 内藤誠   | 横山やすし、西川きよし、 村野武範                       |
| 4    | 8月17日              | 札幌に咲くデカ魂        | 山本邦彦           | 田中重雄 | 中条きよし、戸浦六宏、 有吉ひとみ、松村達雄             |
| 5    | 8月24日              | 眼には眼を              | 山本邦彦           | 富本壮吉 | 藤岡弘、藤浩子                                          |
| 6    | 8月31日              | チンピラぶるうす        | 山本邦彦           | 内藤誠   | 京唄子、鳳啓助、頭師佳孝                                |
| 7    | 9月7日               | 見知らぬ恋人            | 長野洋             | 内藤誠   | 三浦友和、森川千恵子、 荒谷公之、谷村昌彦               |
| 8    | 9月14日              | あばずれ                | 長野洋             | 内藤誠   | ガッツ石松、范文雀、 伊藤めぐみ、田口計                 |
| 9    | 9月28日              | 情事の報酬              | 山浦弘靖           | 田中重雄 | 有川博、上村香子、内田勝正、 小池雄介、夏木章           |
| 10   | 10月5日              | さよなら、愛            | 長野洋             | 江崎実生 | 山口百恵、重田尚彦、 金子吉延、蔵忠芳                   |
| 11   | 10月12日             | 恐怖の日曜日            | 山浦弘靖           | 内藤誠   | 沢井孝子、沢木慶瑞、 中村敏男、関根世津子               |
| 12   | 10月19日             | 記憶の壁                | 中村勝行           | 大熊邦也 | 三ツ木清隆、栗田ひろみ                                  |
| 13   | 10月26日             | 宙を飛ぶ死体            | 金子武郎           | 井上昭   | 根上淳、近江佳世、森川正太、 木村元、弓恵子             |
| 14   | 11月2日              | 女子高校生・悪い遊び    | 田上雄             | 江崎実生 | 青木義朗、早川保、早川雄三、 三笠すみれ、東啓子         |
| 15   | 11月9日              | ツアー連続殺人事件      | 山浦弘靖           | 井上昭   | 高橋長英、金沢碧、平泉征、 亀石征一郎、前田吟           |
| 16   | 11月16日             | 見殺し!                 | 長野洋             | 田中重雄 | 寺田農、新海百合子、 中村竹弥、斎藤真                   |
| 17   | 11月23日             | 追いつめる              | 中村勝行           | 富本壮吉 | 横内正、藤巻潤、 人見きよし、安井昌二                   |
| 18   | 11月30日             | 間違った青春            | 田上雄             | 江崎実生 | 火野正平、岡まゆみ、高原駿雄、 横山やすし、西川きよし   |
| 19   | 12月7日              | 最後のパトロール        | 長野洋             | 富本壮吉 | 荒井注、泉よし子、小林文彦                              |
| 20   | 12月14日             | わる学生・完全な遊戯    | 大野武雄           | 江崎実生 | 永井秀和、永野裕紀子、木下清、 赤塚真人、風間杜夫       |
| 21   | 12月21日             | お人好し                | 長野洋             | 江崎実生 | 夏純子、井上博一                                        |
| 22   | 12月28日             | (秘)（まるひ）を燃やせ! | 山田隆之           | 大熊邦也 | 藤田まこと、菅井きん、白木万理、 伊佐山ひろ子、村上幹夫 |
| 23   | 1977年 1月4日        | 婚約者が危ない!         | 中村勝行           | 降旗康男 | 入川保則                                                |
| 24   | 1月11日              | 埋もれた青春            | 長野洋             | 江崎実生 | 宍戸錠、寺田農                                          |
| 25   | 1月18日              | 警官仕掛人              | 田上雄             | 富本壮吉 | 内田朝雄、小野川公三郎、 荒木茂、川合伸旺               |
| 26   | 1月25日              | 義理                    | 長野洋             | 江崎実生 | 瑳川哲朗、今井健二、 藤原釜足、武藤章生                 |
| 27   | 2月1日               | 善意のおとし穴          | 中村勝行           | 富本壮吉 | 神山繁、久米明、立石凉子                                |
| 28   | 2月8日               | 足長おじさんは殺人者    | 大野武雄           | 江崎実生 | 小達雅子、長門勇、夏夕介                                |
| 29   | 2月15日              | 約束                    | 長野洋             | 佐藤肇   | 坂上忍、遠藤征慈、 呉恵美子、天津敏                     |
| 30   | 2月22日              | 幼児10人、身代金1億円!  | 中村勝行           | 江崎実生 | 大門正明、平田昭彦、 深江章喜、三角八郎                 |
| 31   | 3月1日               | 優しい殺し屋            | 長野洋             | 富本壮吉 | 待田京介、鹿内孝                                        |
| 32   | 3月8日               | したたかな闘い          | 田上雄             | 大熊邦也 | 津川雅彦、加賀まりこ、純アリス、 黒部進、横井庄一       |
| 33   | 3月15日              | 変身                    | 保利吉紀           | 富本壮吉 | 有吉ひとみ、石山律雄、北林早苗                          |
| 34   | 3月29日              | 名作に殺された少女      | 西沢裕子、今井詔二 | 富本壮吉 | 小松方正、南條豊、森川千恵子、 佐々木孝丸、高橋昌也     |
| 35   | 4月12日              | この愛を信じて          | 長野洋             | 富本壮吉 | 三ツ木清隆、岡まゆみ、 原泉、佐野浅夫                   |

## 放映ネット局
（同時ネット　共同制作参加8社）
- 朝日放送（現：朝日放送テレビ）
- NETテレビ→テレビ朝日
- 北海道テレビ放送
- 東日本放送
- 名古屋テレビ放送（当時：名古屋放送）
- 広島ホームテレビ
- 瀬戸内海放送
- 九州朝日放送

（時差ネット　※=ANNと他系列のクロスネット参加局）
- 秋田テレビ
- 福島テレビ
- 長野放送
- 富山テレビ放送
- テレビ静岡
- 山陰中央テレビジョン放送
- 岡山放送※
- テレビ愛媛
- テレビ熊本※
- テレビ宮崎※

遅れネット局はいずれも（クロスネット局こそあれど）フジテレビ系列である。福島テレビはTBS系列、岡山放送はNET系列、テレビ熊本とテレビ宮崎はNTV（NNN）系列およびNET系列とのクロスネット局だった。